# 3863 Gilyarovskij
3863 Gilyarovskij è un asteroide della fascia principale. Scoperto nel 1978, presenta un'orbita caratterizzata da un semiasse maggiore pari a 2,3247987 UA e da un'eccentricità di 0,1489742, inclinata di 9,72889° rispetto all'eclittica.